# Dash Mihok

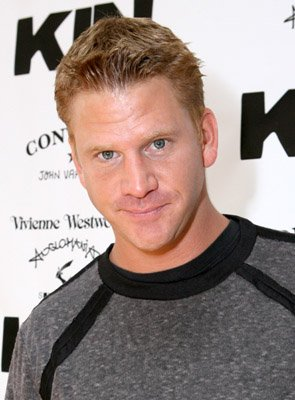
Dash Mihok, 2010.

Dashiell Raymond "Dash" Mihok (IPA: /ˈmaɪhɒk/), född 24 maj 1974 i New York, är en amerikansk skådespelare. Han är även känd för sin roll som "Gage" i dataspelet Payday 2 (2013).

## Filmografi i urval
- 1996 – Romeo & Julia
- 1998 – Den tunna röda linjen
- 1999 – Felicity (TV-serie) (sju avsnitt)
- 2000 – Den perfekta stormen
- 2004 – Basic
- 2004 – Day After Tomorrow
- 2012 – Du gör mig galen!
- 2013–2019 – Ray Donovan (TV-serie) (pågående, 72 avsnitt)
- TBA – Long Bright River (TV-serie)